# 罗央站
羅央站（英語：Loyang station，代號：CR3）是一個未來的新加坡地鐵跨島線的地下車站，位於巴西立規劃區的地下。

## 歷史
羅央站在2019年1月25日正式作為跨島線第一期對外公佈。工程將在2020年開工，並在2030年完工。